# Фексофенадин
Фексофенадин — синтетичний препарат, що є похідним піперидину, та належить до антигістамінних препаратів ІІІ покоління, для перорального застосування. За хімічною структурою є активним метаболітом терфенадину. Фексофенадин уперше синтезований у 1993 році в США та затверджений FDA у липні 1995 року.

## Фармакологічні властивості
Фексофенадин — синтетичний препарат, що є похідним піперидину та належить до групи антигістамінних препаратів ІІІ покоління. За хімічною будовою він є активним метаболітом терфенадину. Механізм дії препарату полягає у селективному блокуванні Н1-рецепторів гістаміну, попередженні спазмів гладких м'язів, що викликаються гістаміном, у тому числі бронхоконстрикцію у хворих обструктивними захворюваннями легень, розширення капілярів та підвищення їх проникності, розвиток ангіоневротичного набряку, еритеми та свербіння шкіри і слизових оболонок. При алергічному риніті зменшує частоту чхання, сльозотечу, виділення із носових ходів та свербіж слизових носа. Фексофенадин є високоспецифічним блокатором Н1-рецепторів гістаміну, та навіть у високих концентраціях не діє на серотонінові, дофамінові, М-холінорецептори та альфа-адренорецептори. Фексофенадин пригнічує активацію опасистих клітин та хемотаксис еозинофілів, зменшує виділення прозапальних факторів (інтерлейкіну-8, гранулоцитарно-макрофагального фактору, колонієстимулюючого фактору та розчинних молекул адгезії), що сприяє зменшенню запального процесу. На відміну від терфенадину, фексофенадин не має токсичного впливу на міокард навіть у високих дозах, не блокує калієві канали кардіоміоцитів, не викликає подовження інтервалу QT та інших порушеннями серцевої діяльності. На відміну від антигістамінних препаратів І покоління, фексофенадин погано проходить через гематоенцефалічний бар'єр та практично не має седативного ефекту. Фексофенадин не взаємодіє з ферментними системами цитохрому та не має клінічно значимих лікарських взаємодій із іншими лікарськими препаратами, що дає можливість застосовувати препарат разом із антибіотиками, протигрибковими препаратами, а також пацієнтами із захворюваннями печінки.

### Фармакокінетика
Фексофенадин швидко всмоктується в шлунково-кишковому тракті, біодоступність препарату становить 30-41%. Початок дії препарату спостерігається через 1 годину після перорального застосування. Максимальна концентрація фексофенадину в крові досягається протягом 1–3 годин. Препарат у помірній кількості (60–70%) зв'язується з білками плазми крові. Фексофенадин погано проникає через гематоенцефалічний бар'єр. Препарат проникає через плацентарний бар'єр та виділяється в грудне молоко. Метаболізується фексофенадин у печінці в мінімальній кількості. Виводиться препарат із організму з калом (80%) та сечею (12%) переважно у незміненому вигляді (85% кількості виведеного препарату). Період напіввиведення фексофенадину становить 11–15 годин, цей час може збільшуватися при нирковій недостатності.

## Показання до застосування
Фексофенадин застосовується при сезонному та цілорічному алергічному риніті, полінозі, гострій та хронічній кропив'янці.

## Побічна дія
При застосуванні фексофенадину найчастіше спостергігаються наступні побічні ефекти: головний біль (7,3% випадків застосування), сонливість (2,3%), головокружіння та нудота (по 1,5%). Нечасто (0,1–1%) спостерігаються загальна слабість, безсоння, нервозність, порушення сну (в тому числі нічні кошмари та незвичайні сновидіння), тахікардія, діарея. Рідко (0,01–0,1%) спостерігалися алергічні реакції — висипання на шкірі, свербіж шкіри, кропив'янка, набряк Квінке, задишка, анафілактичні реакції.

## Протипокази
Фексофенадин протипоказаний при підвищеній чутливості до препарату. Фексофенадин не застосовується у дітей молодших 6 років. З обережністю застосовується препарат при вагітності, годуванні грудьми, печінковій та нирковій недостатності.

## Форми випуску
Фексофенадин випускається у вигляді таблеток по 0,03; 0,12 та 0,18 г та капсул по 0,18 г.